# Независимая вещательная система
«Независимая вещательная система (НВС)» — одна из первых телевизионных сетей, объединившая региональные негосударственные телекомпании СНГ и Прибалтики.

## Описание
Осуществляла телевизионные ретрансляции в Астрахани («Экс-Видео» и «Астртелеком»), Братске («ТРК „Братск“»), Владивостоке («Восток ТВ») , Волгограде («Ахтуба»), Екатеринбурге («Четвёртый канал»), Иваново («Барс»), Ижевске («Новый регион»), Казани («Эфир»), Калуге («Ника ТВ»), Кирове («Grand-TV»), Краснодаре («Екатеринодар»), Красноярске («Афонтово»), Курске («Такт»), Магнитогорске («Тера-С»), Москве («М-49»), Нижнем Новгороде («Сети НН»), Новгороде («ТВС-Новгород»), Новосибирске («НТН-12»), Орле («Истоки»), Пензе («Экспресс»), Петрозаводске («Ника плюс»), Ростове-на-Дону («ЭкспоВИМ»), Рязани («Теле-Эхо»), Самаре («СКАТ»), Санкт-Петербурге («Региональное ТВ»), Саратове («ИВК»), Ставрополе («АТВ-Ставрополь»), Сургуте («СТВ»), Тамбове («Всё для вас»), Томске («ТВ2»), Тюмени («Параллакс»), Улан-Удэ («Тивиком»), Чебоксарах («Канал 5 плюс») и Ярославле («Городской телеканал»).
Программы НВС транслировались национальными телевизионными сетями Украины («УНИКА»), Казахстана и Киргизии («Сары-Арка»), Белоруссии («ТВС»), Молдовы («DTG»), Грузии («TNG»), Армении («НВС Армении»), Узбекистана («HBS TV»), Израиля («NIN») и Турции («STK»).
Образовано 19 июля 1993 года из небольшой группы независимых телекомпаний и в настоящее время объединяет 62 телевизионные станции России, охватывающие своим вещанием 95 городов. Зрителям предлагается широкий набор высококлассных программ, которые транслируются станциями сети по жёсткому сетевому расписанию. Однако внутри сетевого программирования предусмотрены значительные окна для местных программ, имеющих в провинции высокие рейтинги. Объединение сети НВС с одним из лучших производителей телевизионных программ — телекомпанией «REN-TV» дало мощный импульс для развития сети. Лучшие программы «REN-TV» уже заняли своё место в программной сетке НВС. Для реализации совместного проекта «REN-TV НВС», осуществление которого началось 1 января 1997 года, было приобретено уникальное программное обеспечение. Впервые в Россию был продан пакет программ, содержащий такие мировые хиты как «Секретные материалы» и «Закон Лос-Анджелеса», мультсериал «Симпсоны», большой пакет художественных фильмов и другие программы, имеющие высокие рейтинги во всем мире. После этого сеть распалась и полностью влилась в «REN-TV».